# Croisement (élevage)

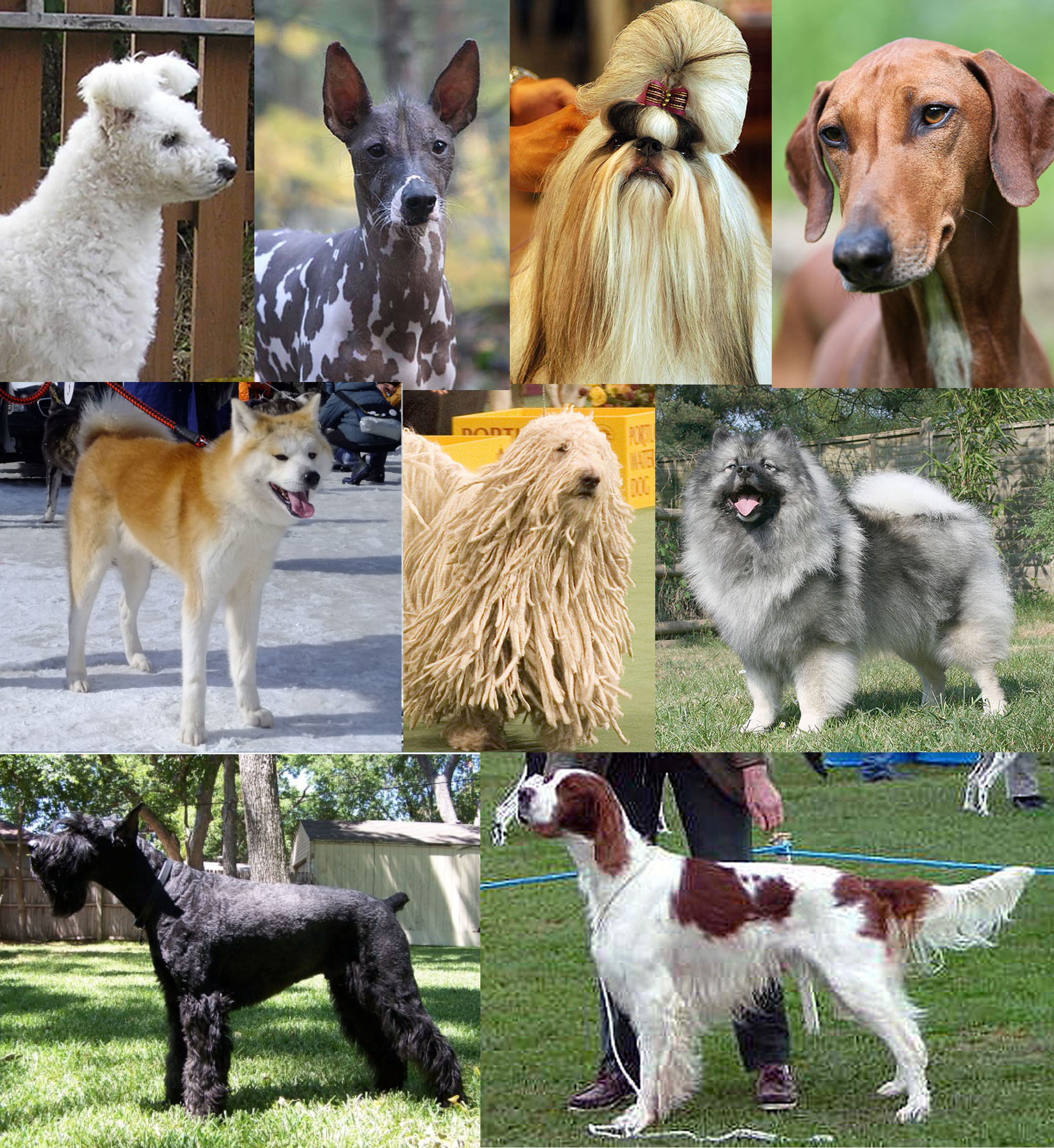
Différentes races de chien.

Un croisement est, dans le milieu de l'élevage sélectif des animaux, l'action de faire reproduire deux animaux appartenant à la même espèce mais à des races différentes. Le but du croisement peut être d'améliorer une race existante, d'absorber une race dans une autre ou de créer une nouvelle race.
En culture sélective des plantes, le terme d'hybridation est plus souvent utilisé. L'hybridation est, dans le monde animal, plus couramment associée à un accouplement entre espèces ou sous-espèces différentes, telle que l'âne et la jument par exemple.

## Avantages du croisement
Le croisement permet d'introduire, lors du croisement de deux races, des améliorations sélectionnées pendant de longues générations dans les races parentes. Par ailleurs, le brassage génétique induit par l'accouplement de deux races éloignées permet le phénomène d'hétérosis, c'est-à-dire l'augmentation de la vigueur du sujet croisé par rapport à ses deux parents. Par exemple, la Prim'Holstein est régulièrement croisée avec les races laitières européennes en vue d'augmenter la production de lait.
Le croisement est également utilisé pour sauver une race aux effectifs trop réduits, menacée par la consanguinité. Il s'agit alors d'un croisement de retrempe, utilisé par exemple pour le petit épagneul de Münster retrempé avec du sang de langhaar.
Le croisement permet également de créer de nouvelle race : il s'agit alors d'une race synthétique, comme le burmilla, issu du croisement du persan et du burmese anglais.
Les croisements peuvent cependant avoir des conséquences jugées inappropriées par les éleveurs. Par exemple, au début du XIXe siècle, la charolaise est régulièrement croisée avec la durham, mais si les premiers produits de ces croisements sont satisfaisants, les métissages successifs ont donné des animaux à la viande chargée de gras et moins rustique. L'intégration de sang durham est finalement abandonnée vers 1850.